# Gonyleptes paucigranulatus
Gonyleptes paucigranulatus is een hooiwagen uit de familie Gonyleptidae.